# リトル・カプリス

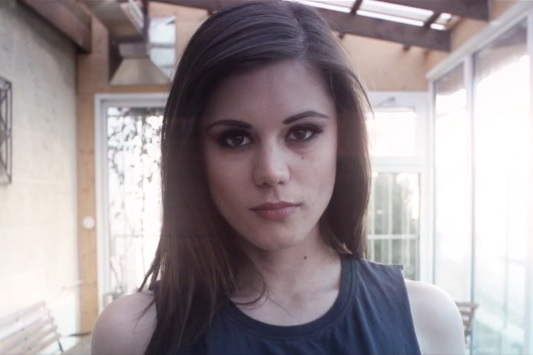
リトル・カプリス

リトル・カプリス (Little Caprice) の通称で知られる、マルケタ・ストロブロヴァ（Markéta Štroblová、1988年10月26日 - ）は、ブルノ出身のチェコのポルノ女優、ポルノ映画製作会社 (Little Caprice Media s.r.o.) を主宰する映画プロデューサー。

## 経歴
ストロブロヴァは、双子の妹ルーシー (Lucie) とともにチェコのブルノで育った。大学で栄養学を学び、卒業した後は、飲食業界で働いた。2000年代後半から、彼女はビデオ・アート・ホーランドで、ローラ (Lola)、リトル・カプリスなどの様々な仮名を使い、ポルノ業界で働き始めた。ストロブロヴァは、2011年に腎不全となり、健康上の理由で一時休業し、会社を離れたが、後に独立して活動を再開した。
2014年、彼女は、ミュンヘンの紅灯街の事業者「ヴィラ・ローマ (Villa Roma)」が運営するインタラクティブなエロティック・オンラインゲームに登場した。その他にも、例えばMET ART、ニューバイルフィルムズ (Nubilefilms)、Babes.com、X-Art などに出演し、2015年にはランジェリー姿が『PLAYBOY』誌の今年のスターの5位となった。2016年8月、ストロブロヴァは、littlecaprice.cz に自前のウェブサイトを立ち上げた。また、Werbevideo でストリーキングを披露して清涼飲料水アルムドゥードゥラー (Almdudler) の広告ビデオに登場し、また、AVNアワードでは、「外国制作の最優秀シーン (Best Scene in a Foreign-Shot Production)」と「最優秀ウェブサイト (Best Website)」にノミネートされた。

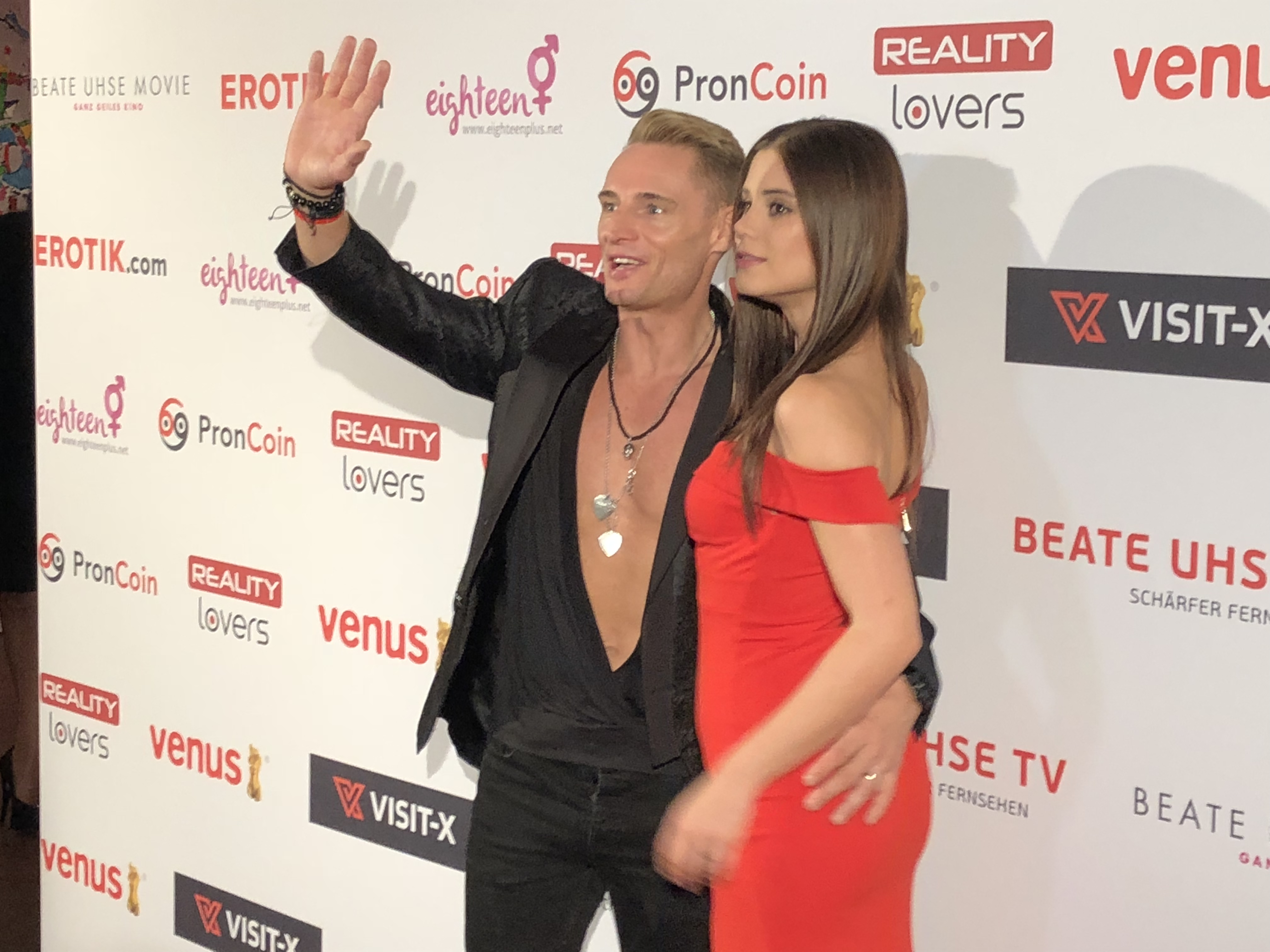
2018年のビーナス・ベルリンに登場したリトル・カプリスとマルチェロ・ブラヴォー。

ストロブロヴァは、ポルノ男優マルチェロ・ブラヴォー（Marcello Bravo、1978年 - ）として知られるオーストリア国籍のマルクス・シュレーグル (Markus Schlögl) と結婚している。

## おもなフィルモグラフィ
- 2008年: Seduce Me 15 (Video) - マルケタ (Markéta) 名義
- 2009年: Sporty Teens 10 (Video) - ローラ (Lola) 名義
- 2010年: Young and Curious 1 (Video) - リトル・カプリス (Little Caprice) 名義
- 2010年: Sweethearts from Europe 4 (Video) - リトル・カプリス名義
- 2010 My Sexy Kittens 52 (Video) - ローラ名義
- 2011年: Seventeen Collected Solo 8 (Video) - ローラ名義
- 2011年: Teen Rebel (Video) Little Caprice - リトル・カプリス名義
- 2011年: My Sexy Kittens 56 (Video) - ローラ名義
- 2012年: Hot, Shaved and Horny (Video) - ローラ名義
- 2013年: Seventeen Collected Lesbian 12 (Video) - ローラ名義
- 2014年: Midnight Oil (Video) - カプリス (Caprice) 名義
- 2014年: Turn the Heat Up (Video) - カプリス名義
- 2015年: Little Caprice Pumped - リトル・カプリス名義
- 2015年: HuCows (TV) - リトル・カプリス名義
- 2015年: Exite Me (Video) - リトル・カプリス名義
- 2018年: More than Porn Vol.1[6]  - リトル・カプリス・プロダクション (Little Caprice Production)
- 2018年: More than Porn Vol.2 - リトル・カプリス・プロダクション
- 2019年: Caprice Divas Vol. 1[7] - リトル・カプリス・プロダクション
- 2019年: Wecumtoyou Vol.1[8]- リトル・カプリス・プロダクション
- 2019年: Young & Beautiful 8

## 受賞
- 2016年: Queen of Erotic
- 2016年: AVNアワード – ノミネート：Best Sex Scene in a Foreign-Shot Production with Marcello Bravo
- 2016年: AVNアワード[9] -  ノミネート：Best Website Newcomer www.littlecaprice-dreams.com
- 2018年: XBIZ賞 - 受賞：Best sex scene with Marcello Bravo
- 2018年: ヴィーナス賞 – Beste Darstellerin International[10]
- 2018年: best newcomer Website  Littlecaprice-dreams.com (Production Company)
- 2018年: best erotic website 2018 Republic Czech (littlecaprice-dreams.com)
- 2019年: AVNアワード[11]- 7 times Nominated
- 2019年: best membership website 2019 EU - Athen Erotic Art[12] (littlecaprice-dreams.com)
- 2019年: best actress 2019 EU - Athen Erotic Art[13]
- 2019年: Vixen[14] Angel Feb. 2019
- 2019年: ヴィーナス賞 – Beste Darstellerin International[15]
- 2020年: AVNアワード – Beste Darstellerin International[16]